# Yngve Hedvall
Alfred Yngve Hedvall, född 4 mars 1887 i Gävle, död 10 december 1946 i Stockholm, var en svensk journalist och deckarförfattare. Han var son till Gustaf Fredrik Hedvall samt bror till Eivor Fisher och Björn Hedvall.
Efter studier vid Uppsala universitet blev Hedvall journalist och var 1907–1908 anställd i Svenska Notisbyrån, 1910–1913 vid Stockholms-Tidningen, 1913–1917 vid Stockholms Dagblad. Från 1924 var Hedvall redaktör för Svensk bokhandelstidning och från 1936 för Reklamnyheterna. Han var 1917–1922 reklamchef hos P.A. Norstedt & Söners förlag och 1919–1935 i Svenska Flaggans Dag, vars försäljningschef han var från 1933.
Tillsammans med Sture Appelberg var han representant för den svenska pusseldeckaren där intrigen förläggs till vardaglig svensk miljö.

## Böcker
- Tragedien i Villa Siola (1934)
- En notarie på semester (1935)
- Khedivens gåva (1942)